# 国見峠 (岩手県・秋田県)
国見峠（くにみとうげ）は、岩手県岩手郡雫石町と秋田県仙北市を結ぶ奥羽山脈上の峠である。笹森山の南稜線上にあり、標高は940m。

## 地理・歴史

### 古代・中世
「国見峠」の名は国境の意と考えられるが、古くは「生保内峠」「遠保内峠」「産内山峠」とも呼ばれていた。古来から北上盆地と仙北平野（横手盆地の北部）の東西路は通じており、続日本紀（780年（宝亀11年）12月10日）に石澤道（国見峠）の表記がある。
生保内では、坂上田村麻呂によって開かれたという伝説や、前九年の役の安倍貞任征伐の時に源義家の軍勢が金沢柵を出発し、近道を通るためここを切り開いて岩手郡厨川（盛岡市）に攻め入ったという伝説があり、それまでの玉川を通り焼山越えをする街道筋がすたれ、生保内口が本街道になった。
吾妻鏡には、奥州征伐において 1189年（文治5年）9月4日、 源頼朝が志波郡陣ヶ岡（紫波郡紫波町）蜂社に布陣したさい、北陸道追討使の比企能員・宇佐美実政らが出羽国の敵を討ち平らげて合流したとある。
奥羽永慶軍記には、1587年（天正15年）南部氏の重臣・北信愛が、南部信直の命で、豊臣秀吉へのとりなしを頼むために加賀の前田家を頼って、産内山（国見峠）を越えた記述がある。

### 江戸時代
江戸時代、国見峠経由で盛岡と秋田を結ぶ道は、秋田街道・秋田往来・南部街道・国見越えなどと呼ばれていた。南部藩側からは、橋場（雫石町）から坂本川沿いに進み、坂本からつづら折りに貝吹岳北側の的方（まとかた：後の仙岩峠）に上り、そこから北へ尾根を進むと国見峠に至った。久保田藩（秋田藩）側からは、生保内(仙北市）から六枚沢を渡って尾根伝いに通り、笹森山南斜面に出て間もなく国見峠に出る。「奥々風土記」に「積雪のため往来絶えることしはしは」と記されており、難所であった。
中世から頻繁に利用され、近世期に南部領で農業や盛岡城の築造に従った仙北地方の農民が住みつき、盛岡に仙北町を形成した。
街道の人物往来・物資交易を監視するため、盛岡藩は橋場に、久保田藩は生保内にそれぞれ番所を設けた。交流が盛んになるにつれ、両集落の住民は峠の荷役や旅籠・馬苦労宿を生業とするようになり、麓の宿駅として栄えた。
藩政時代のはじめごろ、盛岡藩は国見峠を、久保田藩は的方を藩境と主張して定まらなかったため、幕府巡検使の裁定により1633年（寛永10年）藩境は国見峠と的方の間の尾根道の峰切（ヒヤ潟）と定められた。この際、両藩でそれぞれ一基の境碑を建立することになり、国見峠には盛岡藩が「従是北東盛岡領」の境塚を、的方には久保田藩が「従是南西秋田領」の境塚を置いた。現存する国見峠の境塚は1849年（嘉永2年）、的方の境塚は1852年（嘉永5年）に建立されたものである。これらの間は緩衝地帯としてどちらの藩からも進入できたため、強力同士の物資受け渡しなどを行う「助小屋」が設置されて交易に利用された。
1868年（慶応4年）、秋田戦争において国見峠は久保田藩と盛岡藩間の戦闘の舞台となった。

### 明治以降
1875年（明治8年）、岩手・秋田両県によって改修工事が行われ、国見峠を経由しない新道が開鑿されたため、国見峠を通る道は廃道となった。
1996年（平成8年）11月、国見峠（岩手県雫石町 - 秋田県田沢湖町（現仙北市））が、文化庁「歴史の道百選」のひとつ『生保内・雫石街道―国見峠越』として選定された。